# Cerma
Cerma là một chi bướm đêm thuộc họ Noctuidae.

## Các loài
- Cerma cerintha Treitschke, 1826
- Cerma cora Hübner, 1818
- Cerma sirius Barnes & McDunnough, 1918